# DualShock

Schema del DualShock 3

Il DualShock è uno dei primi controller analogici supportati per PlayStation (dopo il FlightStick Analog Controller ed il Dual Analog Controller, quest'ultimo molto simile al DualShock, ma privo di vibrazione, tranne che in alcune versioni - a singolo motore - distribuite in Giappone); apparve sul mercato tra il 1997 e il 1998 come controller secondario per PlayStation.
Il controller venne poi distribuito nelle confezioni PlayStation successive alla sua data d'uscita, riscuotendo un grande successo grazie alle nuove manette analogiche direzionali che resero migliore l'esperienza videoludica della console.

## DualShock

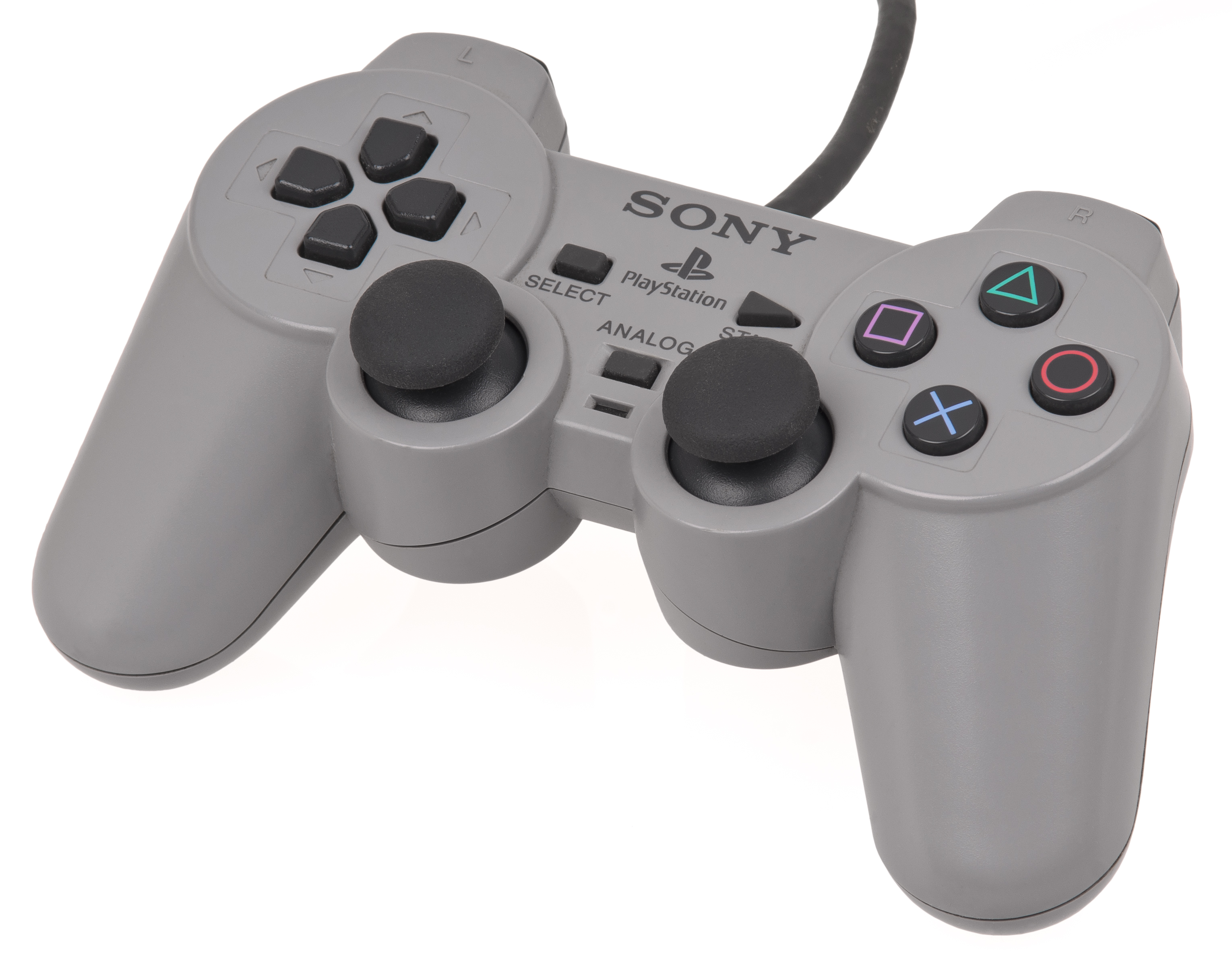
Il DualShock

Il DualShock è stato chiamato così perché possiede due motori elettrici (caratteristica adottata anche da altri gamepad), ognuno dei quali fa ruotare una massa eccentrica di differenti dimensioni: in questo modo il controller, basandosi sulle azioni a schermo che si svolgono nel gioco, è in grado di fornire un feedback sulle vibrazioni.
Il motore dotato di massa più piccola, ruotando, offre una vibrazione relativamente leggera simile a quella di un telefono cellulare, per esempio nei giochi di guida questo può servire a simulare una leggera vibrazione dell'auto; mentre il secondo motore con massa rotante più grossa può servire invece a riprodurre gli impatti più duri, come scontri o esplosioni. Grazie a questa caratteristica il gamepad riesce a vibrare a diverse intensità, riuscendo così a riprodurre in maniera differenziata lo scontro con un'altra auto o l'esplosione di una cassa di dinamite.

### Controversie
Sony fu citata in giudizio dalla società Immersion per violazione di brevetti legati alla tecnologia DualShock e dopo una lunga battaglia legale fu costretta nel marzo 2007 a pagare 150 milioni di dollari quali risarcimento per la violazione del brevetto. A causa di tale contenzioso, per la PlayStation 3 la Sony ha creato una nuova versione del controller, chiamata Sixaxis, inizialmente priva della funzione di vibrazione ma dotata di sensori che ne rilevano l'orientamento e gli spostamenti. In seguito, patti con Immersion permisero il rilascio di un DualShock 3 che integra funzioni di vibrazione e sensori di movimento. 

## Levette e tasti
Il controller dispone di numerosi tasti:
- un pad direzionale sulla sinistra,
- quattro tasti azione principali sulla destra (identificati dai simboli cerchio, croce, triangolo e quadrato),
- quattro tasti dorsali azionabili con l'indice e il medio (L1, L2, R1, R2),
- i tasti SELECT e START al centro del joypad,
- è possibile esercitare pressione sulle levette analogiche fino a farle scattare: fungono così come tasti L3 ed R3, con i quali si arriva a contare 16 pulsanti,
- il pulsante "ANALOG" che serve ad attivare e disattivare i due stick analogici.

La possibilità di attivare o disattivare le due levette analogiche, nei primi giochi compatibili con questa funzione, veniva lasciata all'utente tramite il tasto "ANALOG"; in seguito negli ultimi giochi per PlayStation 2 l'attivazione è automatica e avviene all'avvio della console.

## Successive versioni del DualShock

### DualShock 2

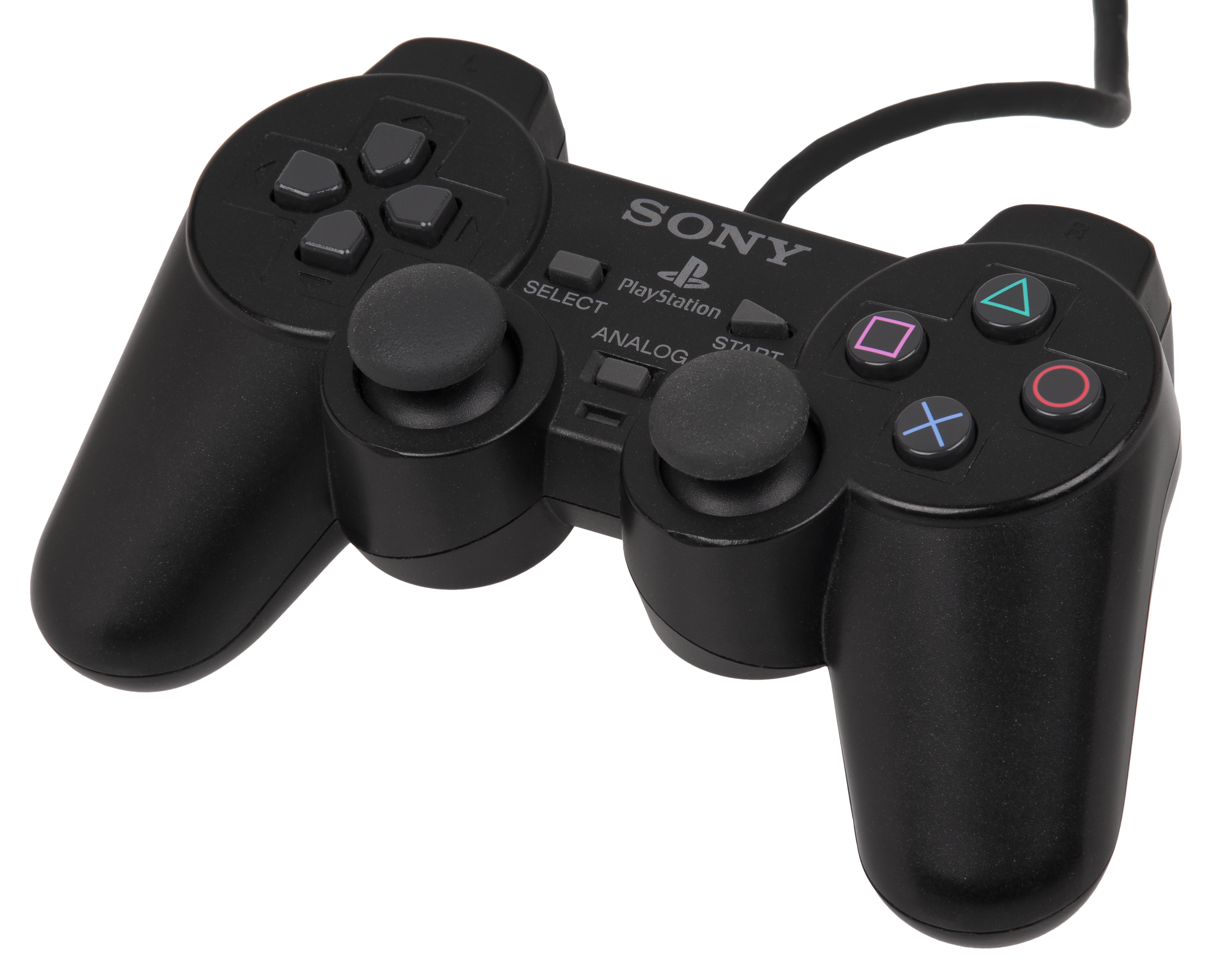
Il DualShock 2

Con l'uscita della PlayStation 2 il DualShock si è evoluto in DualShock 2, con l'innovativa sensibilità dei tasti: in base alla forza con cui si preme un tasto la PlayStation 2 elabora differenti soluzioni di gioco.
Anche se è esteticamente identico al suo predecessore (tranne che per il colore passato da grigio a nero), le maggiori innovazioni rispetto alla prima versione (motori più potenti con un peso inferiore) lo rendono ancora più maneggevole. Il controller ha avuto tale successo che si trovano in vendita kit (formati da adattatore USB ed appositi driver) per poter utilizzare il controller DualShock su personal computer. È così possibile sfruttare con giochi per Windows tutti i tasti del controller, comprese le levette analogiche e la funzione di vibrazione (quest'ultima in videogiochi con supporto per Force Feedback).
Successivamente sono uscite versioni non ufficiali del DualShock 2 wireless applicando un'antenna ricevitrice all'entrata delle porte per i joypad e alimentando i joypad con una batteria di due o tre pile AA o AAA. I prodotti non essendo ufficiali non è certificata la compatibilità anche se mantengono in linea di massima una buona alternativa al joypad tradizionale. Sony non ha prodotto periferiche wireless per PlayStation 2, funzione introdotta con i DualShock 3 su PlayStation 3.

### DualShock 3

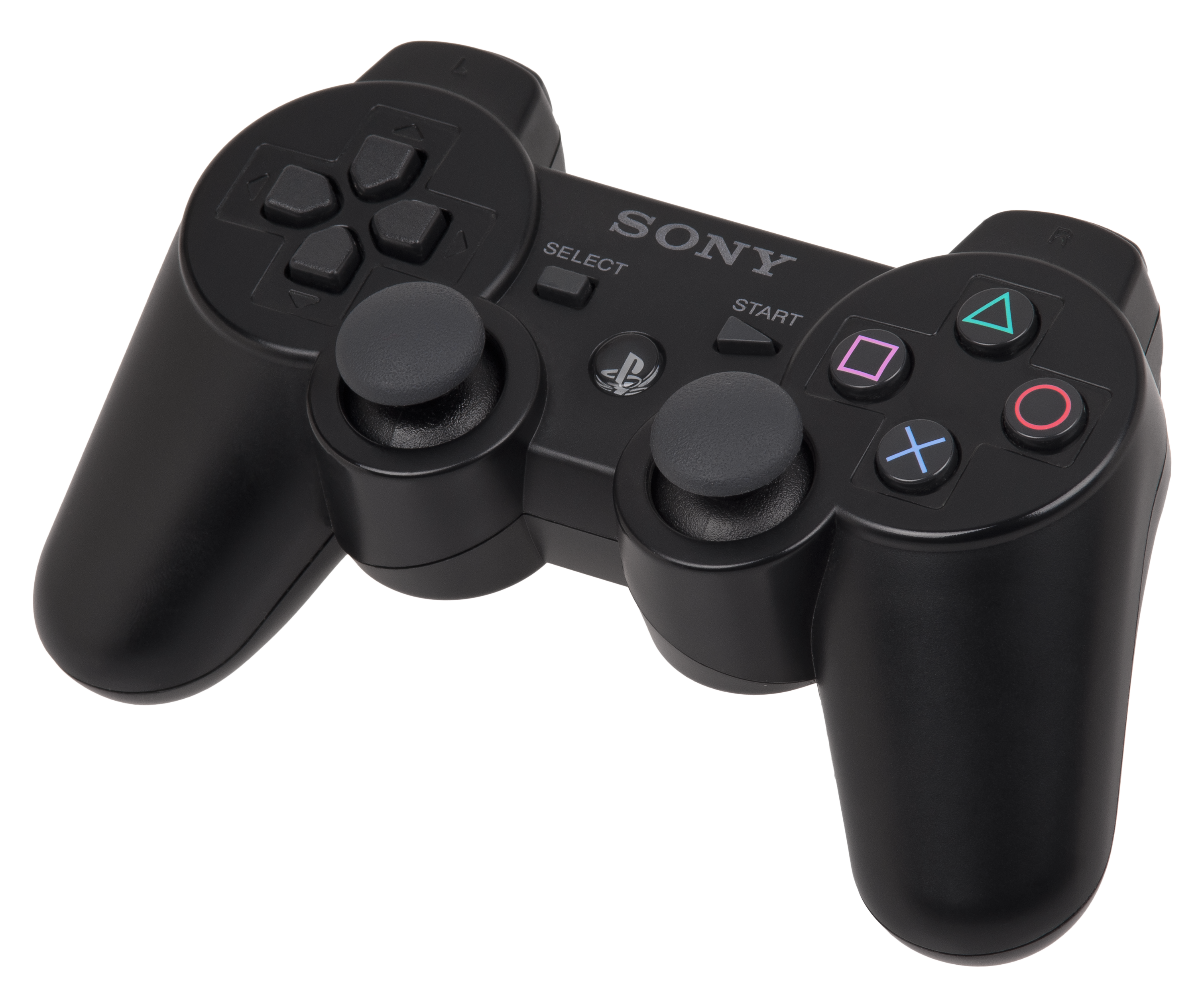
Il DualShock 3

Annunciato al Tokyo Game Show 2007, il DualShock 3 rappresenta la seconda serie di controller per la PlayStation 3 (essendo il Sixaxis il primo). La nuova versione del DualShock è dotata delle funzioni e dello stesso aspetto del Sixaxis, ma con l'aggiunta della vibrazione. Inoltre è possibile collegare il controller a un PC Windows tramite l'apposito cavo USB-mini A — USB in dotazione e, con appositi driver, anche via Bluetooth. Ufficialmente Sony ha dichiarato che durante lo sviluppo c'erano stati problemi nel coniugare la vibrazione con le originali funzionalità proposte dal Sixaxis, tra cui il movimento oscillatorio, ma in verità era in corso una causa legale contro Immersion, ditta fornitrice del motore di vibrazione dei precedenti DualShock. Il DualShock 3 è uscito l'11 novembre 2007 in Giappone, il 15 aprile 2008 in America del Nord ed il 4 luglio 2008 in Europa.

### DualShock 4

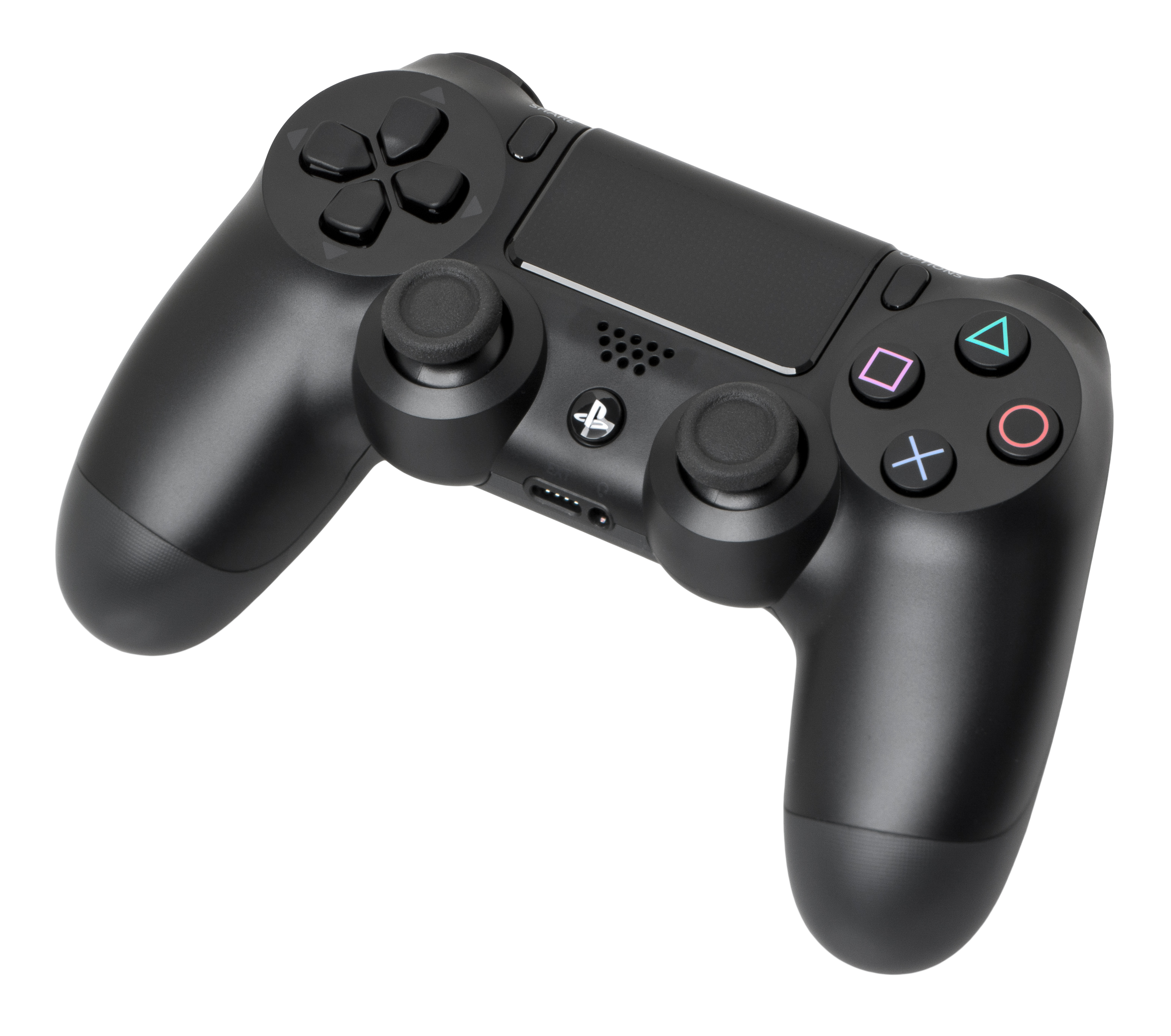
Il DualShock 4

Il DualShock 4 (nome in codice Jedai), presentato al PlayStation Meeting il 20 febbraio 2013, integra un sensore di movimento a elevata sensibilità, può interagire con i giochi in molti modi grazie al touchpad installato sulla parte anteriore del controller.
L'altoparlante integrato offre effetti sonori da ascoltare nei minimi dettagli assieme alla chat vocale con gli amici grazie all'ingresso cuffie.
Le due levette analogiche del controller offrono la massima precisione essendo state ottimizzate.
I tasti triangolo, cerchio, quadrato e croce sono tornati ad essere digitali come per il primo DualShock, a causa dello scarso utilizzo di quelli analogici su DualShock 2 e DualShock 3.
Grazie ai nuovi tasti L2 e R2 più ricurvi si ha un maggiore controllo.
Si possono caricare immagini e video su Facebook con un solo tocco con il tasto SHARE (Condividi).
Le funzionalità di PlayStation Move sono integrate nel joypad grazie a una LED Light Bar (Barra con luce LED) situata nella parte superiore del controller che si illumina con i colori dei personaggi del gioco in modo da poter facilmente identificare il proprio.
Con il controller la Sony ha sviluppato una nuova fotocamera (PlayStation Camera) in grado di rilevare la posizione del DualShock 4 tramite la LED Light Bar (Barra con luce LED). Il rivestimento in gomma degli analogici è stato criticato per la sua scarsa durata e la conseguente rottura.
Con l'uscita della PlayStation 4 Slim e PlayStation 4 Pro viene introdotto un nuovo DualShock 4 con un design leggermente modificato ed una barra led sul touchpad, diventato trasparente sulla parte superiore. I gommini che ricoprono gli analogici sono stati migliorati, diminuendo le critiche ricevute dal precedente controller.

### DualSense

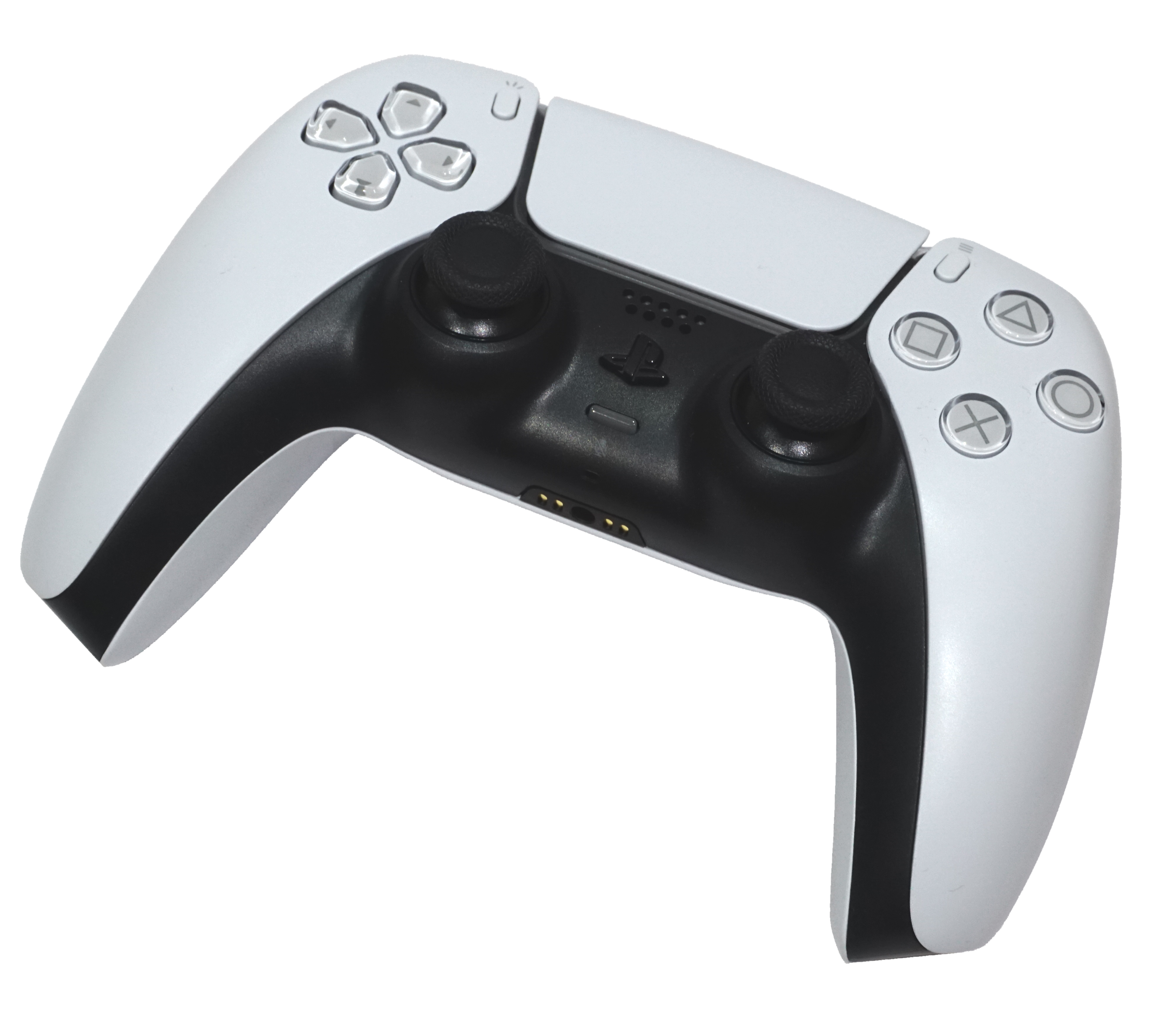
Il DualSense

Il DualSense è il controller ideato da Sony per la console PlayStation 5, possiede grilletti adattivi nei tasti L2 e R2 che abbandonano la tecnica della membrana analogica e ora si affidano sul sistema a potenziometro, inoltre possono modificare la resistenza secondo necessità grazie ad un motorino ed un sistema di ingranaggi, come quando si tende la corda di un arco durante il gioco. Il controller offre un forte feedback tattile attraverso gli attuatori della bobina vocale, che insieme a un altoparlante del controller migliorato ha lo scopo di fornire una migliore esperienza di gioco, in più possiede un microfono integrato.
Il touchpad e il tasto SHARE rimangono ma quest'ultimo vede un cambio di nome da SHARE a CREATE (in italiano: Crea).
Rispetto ai precedenti viene rivisto anche il design caratterizzato da una doppia tonalità di colori. La posizione del LED luminoso, non più incardinato in un unico spazio, è installato con una doppia feritoia ai lati del touchpad. Sony afferma che rispetto al precedente, il DualSense è meno ingombrante e più leggero.